# Нахар, Энди
Э́нди Ариэ́ль Наха́р Родри́гес (исп. Andy Ariel Najar Rodriguez; род. 16 марта 1993, Чолутека, Гондурас) — гондурасский футболист, защитник клуба «Олимпия» и сборной Гондураса. Участник Олимпийских игр 2012 года и чемпионата мира 2014 года.

## Клубная карьера
Нахар вместе со своей семьей переехал в США, где в 2008 году поступил в футбольную академию «Ди Си Юнайтед». 22 марта 2010 года клуб подписал с ним контракт по программе Generation adidas. 27 марта в матче против «Канзас-Сити Уизардс» он дебютировал в MLS. 28 апреля в матче Открытого кубка США против «Далласа» он забил свой первый гол за «Юнайтед». 29 мая в поединке против «Чивас США» Энди забил свой первый гол в MLS. По итогам сезона Нахар был признан новичком года в MLS. 21 декабря Нахар подписал новый многолетний контракт с «Ди Си Юнайтед».
7 января 2013 года Энди перешёл в бельгийский «Андерлехт» на правах месячной аренды, после окончания срока которой клуб выкупил его трансфер за 3 млн евро. 2 августа в поединке против «Серкль Брюгге» Нахар дебютировал в Жюпилер-лиге выйдя на замену вместо Массимо Бруно. 19 января 2014 года в поединке против «Мехелена» Энди забил первый гол за «Андерлехт». В 2014 году Нахар выиграл Жюпилер-лигу и стал обладателем Суперкубка Бельгии. В 2017 году он во второй раз стал чемпионом Бельгии.
17 июня 2020 года Нахар вернулся в MLS, подписав контракт с ФК «Лос-Анджелес». За «чёрно-золотых» он дебютировал 23 июля в матче Турнира MLS is Back против «Портленд Тимберс», выйдя на замену на 67-й минуте. По окончании сезона 2020 «Лос-Анджелес» отклонил опцию продления контракта с Нахаром.
16 апреля 2021 года Нахар вернулся в «Ди Си Юнайтед», подписав однолетний контракт до конца сезона 2021 с опциями продления на сезоны 2022 и 2023. 10 марта 2022 года Нахар продлил контракт с «Ди Си Юнайтед» до конца сезона 2023 с опцией на сезон 2024. По окончании сезона 2023 «Ди Си Юнайтед» не продлил контракт с Нахаром.
23 января 2024 года Нахар подписал однолетний контракт с гондурасским клубом «Олимпия».

## Международная карьера
3 сентября 2011 года в товарищеском матче против сборной Колумбии Нахар дебютировал за сборную Гондураса.
Летом 2012 года Энди был включён в заявку национальной команды на поездку в Лондон на Олимпийские игры. На турнире он принял участие в трёх матчах против команд Испании, Марокко и Японии.
В 2013 году Нахар принял участие в розыгрыше Золотого кубка КОНКАКАФ. На турнире он сыграл во всех матчах турнира против сборных Гаити, Сальвадора, США, а в поединке против Коста-Рики Энди забил свой первый гол за национальную сборную.
Летом 2014 года Нахар попал в заявку сборной на участие в чемпионате мира в Бразилии. На турнире он сыграл в матчах против сборных Франции и Швейцарии.
В 2015 году в составе национальной команды Энди принял участие в розыгрыше Золотого кубка КОНКАКАФ. На турнире он сыграл в матче против сборных Гаити, США и Панамы. В поединке против панамцев Нахар забил гол.
Золотой кубок КОНКАКАФ 2019 Нахар пропустил из-за разрыва крестообразных связок колена.

### Голы за сборную Гондураса
| №   | Дата          | Место                                            | Противник          | Счёт | Результат | Соревнование                               |
| --- | ------------- | ------------------------------------------------ | ------------------ | ---- | --------- | ------------------------------------------ |
| 01. | 21 июля 2013  | Эм-энд-ти Банк Стэдиум, Балтимор, США            | Коста-Рика         | 1:0  | 1:0       | Золотой кубок КОНКАКАФ 2013                |
| 02. | 29 марта 2015 | Олимпико Метрополитано, Сан-Педро-Сула, Гондурас | Французская Гвиана | 1:0  | 3:0       | Золотой кубок КОНКАКАФ 2015 (квалификация) |
| 03. | 29 марта 2015 | Олимпико Метрополитано, Сан-Педро-Сула, Гондурас | Французская Гвиана | 2:0  | 3:0       | Золотой кубок КОНКАКАФ 2015 (квалификация) |
| 04. | 21 июля 2013  | Джиллетт Стэдиум, Фоксборо, США                  | Панама             | 1:1  | 1:1       | Золотой кубок КОНКАКАФ 2015                |

## Достижения
Командные
 «Андерлехт»
- Чемпион Бельгии: 2013/14, 2016/17
- Обладатель Суперкубка Бельгии: 2014

Индивидуальные
- Новичок года в MLS: 2010